# Lepidasthenia berkeleyae
Lepidasthenia berkeleyae är en ringmaskart som beskrevs av Pettibone 1948. Lepidasthenia berkeleyae ingår i släktet Lepidasthenia och familjen Polynoidae. Inga underarter finns listade i Catalogue of Life.